# La Jolla
La Jolla (/lə ˈhɔɪə/ ; /la ˈxoʝa/) est un quartier de San Diego aux États-Unis.
C'est une station balnéaire de la côte californienne, réputée pour ses plages de sable blanc, dont la Black's Beach. Elle est un lieu récréatif pour les stars de l'industrie cinématographique et les élites californiennes. 

## Démographie
La population est d'environ 42 808 habitants en 2006.

## Histoire
La Jolla est le lieu de nombreux centres de recherche renommés en biologie, chimie, physique et médecine. Parmi ceux-ci l'Institut de recherche Scripps, l'Institut d'océanographie Scripps, le Salk Institute for Biological Studies, et le Sanford Burnham Prebys Medical Discovery Institute (en). Plusieurs scientifiques célèbres et prix Nobel travaillent dans ces centres de recherche et habitent à La Jolla.
L'université de Californie à San Diego a aussi son campus dans le territoire de La Jolla.

## Lieux et monuments
- Black's Beach
- La Jolla Cove
- Hôtel La Valencia
- Salk Institute

## Dans la culture
Une partie de l'action de la série de Grace et Frankie se déroule à La Jolla.

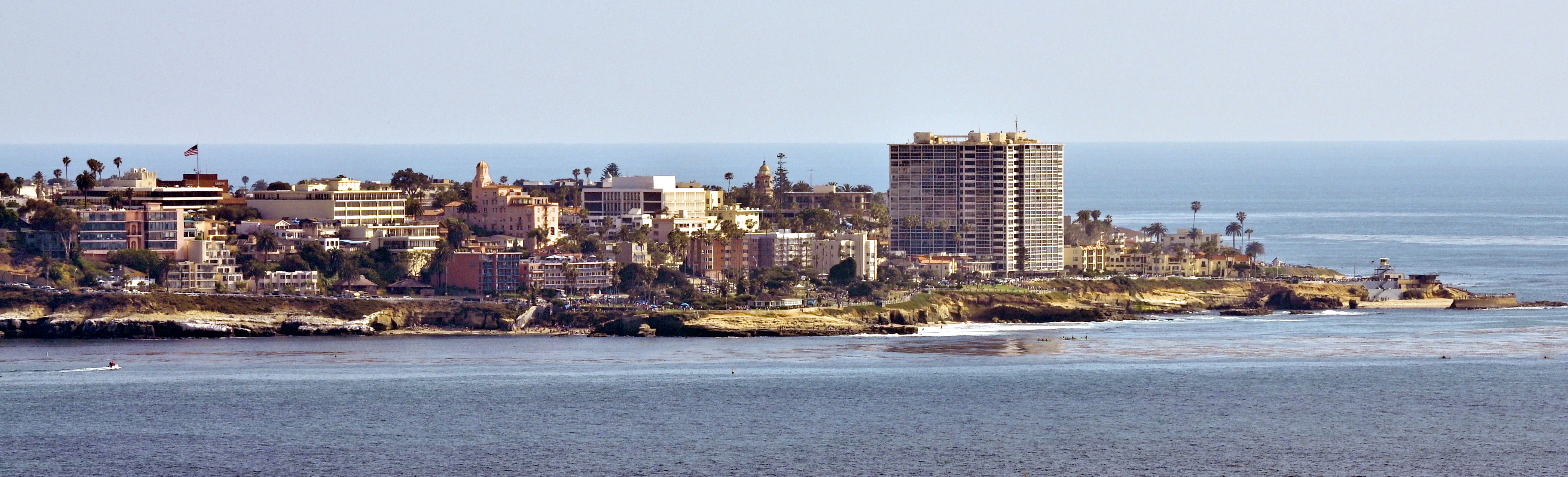
La Jolla.